# کفشک نواری زرد
کفشک نواری زرد (نام علمی: Pseudopleuronectes herzensteini) نام یک گونه از زیرخانواده راست‌رویان است.